# Jogamaja

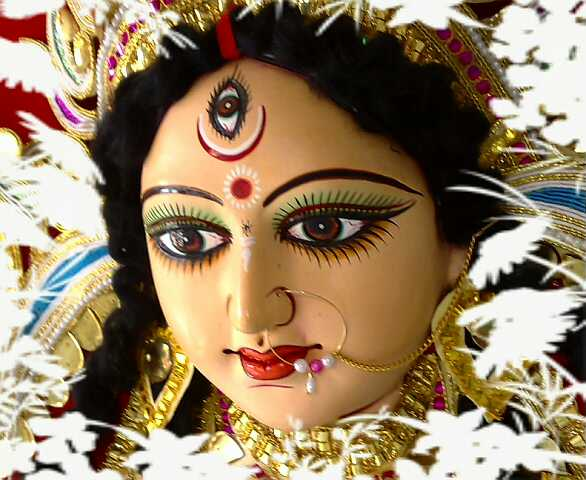

Jogamaja – wewnętrzna moc Wisznu, pomagająca podporządkować się jego osobie, zwana także Joganidra. Według Bhagawatapurany to personifikacja mocy (śakti) Kryszny. Identyfikowana jest z boginią Kali.

## Wisznuizm
Kiedy uwarunkowana w mai dusza osiąga wyzwolenie, uważa się ją za wieczną sługę Kryszny.
Kiedy osiąga tę pozycję, ta sama moc, działając jako jogamaja, coraz bardziej pomaga jej się oczyścić i poświęcić swą energię w służbie dla Boga.

### Przykłady pojawienia się i działania
- Kiedy Kryszna pojawia się na Ziemi jako awatar z jego polecenia ta moc – jogamaja – pojawiła się razem z Nim i spełnia różne czynności odpowiednio do czasu i warunków. Wyzwala wielbicieli, ale także karze niegodziwców[3].

- Wisznu polecił Jogamaji, aby pojawiła się we Vrindavan, we Wradźabhumi, w domu Króla Nandy i Królowej Jaśody, gdzie przebywała Rohini, jedna z żon Wasudewy.

- Taniec rasa-lila Kryszny z gopi oraz oszołomienie gopi, ich mężów, teściów i innych krewnych zostały zaaranżowane przez jogamaję[4]

- Wisznu dokonywał przemieszczenia Balarama z łona Dewaki do łona Rohini.

Obie kobiety zasłonięte były w tym czasie mistycznym snem, w tym przypadku sen joganidra był wynikiem działania jogamaji.
- Pod wpływem jogamaji, wszyscy mieszkańcy pałacu Kamsy zapadli w głęboki sen, wszystkie drzwi pałacu zostały otwarte, mimo iż były zakratowane i spięte łańcuchami. Noc była bardzo ciemna, ale kiedy Wasudewa wziął Krysznę na ręce i wyszedł z pałacu, mógł widzieć wszystko tak wyraźnie jak za dnia[6].
- Za zrządzeniem Jogamaji przed Krsną i jego przyjaciółmi pojawił się demon Aghasura, który był młodszym bratem Putany i Bakasury, których to wcześniej zabił sam Kryszna. Aghasura został podjudzony przez Kamsę, więc był zdeterminowany w swoim postanowieniu. Myślał w ten sposób, że jeśli ofiaruje zboże i wodę dla uczczenia pamięci swojego brata i zabije Krysznę oraz wszystkich chłopców – pasterzy, to wtedy natychmiast stracą też życie wszyscy mieszkańcy Vrndavany[7].
- Po zabiciu Kamsy i oswobodzeniu rodziców Kryszna poddał wpływowi jogamaji swojego ojca Wasudewę i matkę Dewaki aby mogli traktować Jego i Balaramę jak swoje własne dzieci[8].
- Kiedy Brahma kradnie pasterzy, przyjaciół Kryszny oraz krowy, którymi wzajemnie się opiekowali, Kryszna zastępuje dokładnie wszystkie te postacie, grając we Vrindavan rolę synów oraz cieląt. Robi to po to aby ukazać Brahmie potęgę swojej mocy oraz po to aby zaspokoić pragnienia i marzenia wszystkich mieszkańców wioski[9].

### Mahamajaa Jogamaja – różnice
Śrimad-Bhagavatam używa specyficznych słów: yogamayam upaśritah, co oznacza, że taniec rasa Kryszny z gopi jest pod wpływem jogamaji, natomiast taniec młodych chłopców i dziewcząt w tym materialnym świecie odbywa się pod wpływem siły mahamaji, czyli energii zewnętrznej. Różnica pomiędzy platformą yogamayi i mahamayi została porównana w Caitanya-caritamrta do różnicy pomiędzy złotem i żelazem.

### Inne imiona
- Durga
- Bhadrakali
- Widźaja
- Vaisnavi
- Kumuda
- Ćandika
- Kryszna
- Madhawi
- Kanjaka
- Maja
- Narajani
- Iśani
- Śarada
- Ambika[11]